# Saxifraga filicaulis
Saxifraga filicaulis är en stenbräckeväxtart som beskrevs av Nathaniel Wallich. Saxifraga filicaulis ingår i Bräckesläktet som ingår i familjen stenbräckeväxter. Inga underarter finns listade i Catalogue of Life.